# Distretto di San Cristóbal (Amazonas)
Il distretto di San Cristóbal è un distretto del Perù nella provincia di Luya (regione di Amazonas) con 707 abitanti al censimento 2007 dei quali 498 urbani e 209 rurali.
È stato istituito il 30 dicembre 1944.

## Località
Il distretto è formato dall'insieme delle seguenti località:
- Olto
- Santa Rosa
- San Juan